# Milocera diffusata
Milocera diffusata är en fjärilsart som beskrevs av W. Warren 1902. Milocera diffusata ingår i släktet Milocera och familjen mätare. Inga underarter finns listade i Catalogue of Life.